# Günter Krzysch

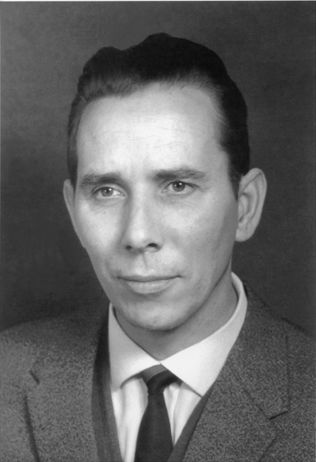
Günter Krzysch

Günter Krzysch (* 24. Februar 1929 in Berlin; † 16. September 2000 ebenda) war ein deutscher Pflanzenbauwissenschaftler und Agrarmeteorologe. Er lehrte an der Technischen Universität Berlin. Zu seinen Forschungsschwerpunkten gehörten Untersuchungen über das Mikroklima in Kulturpflanzenbeständen und die Weiterentwicklung agrarmeteorologischer Messmethoden.

## Leben und Wirken
Günter Krzysch studierte nach Abschluss einer zweijährigen Landwirtschaftslehre ab 1949 an der Landwirtschaftlich-Gärtnerischen Fakultät der Humboldt-Universität Berlin. 1951 setzte er sein Landwirtschaftsstudium an der Fakultät für Landbau der Technischen Universität Berlin fort. 1953 bestand er die Prüfung zum Diplom-Landwirt. Anschließend arbeitete er im Institut für Pflanzenernährung, Bodenchemie und Bodenbiologie der Technischen Universität Berlin, wo er 1956 mit einer Dissertation über die Blattdüngung landwirtschaftlicher Kulturpflanzen zum Dr. agr. promoviert wurde.
Ab 1957 war Krzysch als wissenschaftlicher Assistent im Institut für Acker- und Pflanzenbau der Technischen Universität Berlin tätig. 1962 habilitierte er sich an dieser Universität mit der Schrift Der Verlauf der Bodenatmung während der Vegetationszeit und ihre Veränderung durch langjährige Düngungs- und Bodenbearbeitungsmaßnahmen und erwarb die Venia legendi für das Fachgebiet Acker- und Pflanzenbau. Als Privatdozent hielt er in den folgenden Jahren hauptsächlich Vorlesungen über Biometrie und Feldversuchswesen. 1968 übernahm er die neugeschaffene Professur für Agrarmeteorologie am Fachbereich Internationale Agrarentwicklung der Technischen Universität Berlin. Hier lehrte er bis zu seiner Emeritierung im Jahre 1994.
Im Mittelpunkt der Forschungstätigkeit von Günter Krzysch standen Langzeituntersuchungen über die Auswirkungen des Mikroklimas auf Wachstum, Entwicklung und Ertragsbildung landwirtschaftlicher Feldfrüchte. Mit neuen Methoden bestimmte er die Kohlendioxid-Bilanz, den Verlauf der aktuellen Transpiration und die Tau-Benetzung in Kulturpflanzenbeständen. Besondere Verdienste erwarb er sich mit der Weiterentwicklung der 1951 auf dem Versuchsfeld des Instituts für Acker- und Pflanzenbau der Technischen Universität Berlin von Ernst Tamm eingerichteten agrarmeteorologischen Messstation und mit der Fortführung der in Berlin-Dahlem angelegten Dauerfeldversuche. Von 1967 bis 1972 war Krzysch Mitglied im Vorstand der „Gesellschaft für Pflanzenbauwissenschaften“.

## Veröffentlichungen (Auswahl)
- Die Ernährung der Pflanzen mit Mineralstoffen durch die Blätter (Blattdüngung). Diss. agr. Fakultät für Landbau, Techn. Univ. Berlin 1956 (Maschinenschrift).
- Untersuchungen über die Ausbildung des Mikroklimas in landwirtschaftlichen Nutzpflanzenbeständen (gemeinsam mit E. Tamm und H. Funke). In: Zeitschrift für Acker- und Pflanzenbau Bd. 109, 1959, S. 355–383.
- Der Verlauf der Bodenatmung während der Vegetationszeit und ihre Veränderung durch langjährige Düngungs- und Bearbeitungsmaßnahmen. Habil.-Schr. Fakultät für Landbau, Techn. Univ. Berlin 1962. – Teilauszüge in: Zeitschrift für Acker- und Pflanzenbau Bd. 120, 1964, S. 339–368 und Bd. 122, 1965, S. 108–140.
- Pflanzenbauliche Forschung für Entwicklungsländer. Symposium anlässlich der Verabschiedung von Herrn Professor Knud Caesar aus dem aktiven Dienst an der Technischen Universität Berlin am 17. Februar 1989. Herausgegeben von Günter Krzysch. Schriftenreihe des Fachbereichs Internationale Agrarentwicklung der Technischen Universität Berlin 1999, Nr. 127.